# Бил Фидлер
Вилијам Џон Фидлер (Филаделфија, 10. јануар 1910 — Брик, 30. септембар 1985) био је амерички фудбалски везни играч који је играо седам сезона у Америчкој фудбалској лиги. Био је члан америчке фудбалске репрезентације и на Светском првенству у фудбалу 1934. и на Летњим олимпијским играма 1936. године. Рођен је у Филаделфији, у Пенсилванији.

## Каријера
Фидлер је започео своју професионалну каријеру 1933. године са Филаделфија Герман-Американсима у Америчкој фудбалској лиги, освојивши првенство лиге 1935. и титулу Националног купа изазова 1936. године. У серији Националног купа, Фидлер је постигао један од голова за Филаделфију у њиховом гостујућем мечу од 2 : 2 против Сент Луис Шамрокса. У неком тренутку, преселио се у Филаделфију Пасон. 

## Национални и олимпијски тим
Фидлер је позван у репрезентацију за Светско првенство у фудбалу 1934. године, али није играо у јединој утакмици купа против САД, коју су изгубили од каснијег шампиона Италије резултатом 7 : 1.  Касније је играо са репрезентацијом у незваничној утакмици против Шкотске 9. јуна 1935. Годину дана касније, Фидлер је био део америчког тима на Летњим олимпијским играма 1936. године. САД су изгубиле своју једину утакмицу на турниру резултатом 1 : 0 од Италије. У тој утакмици, „Фидлер је повредио лигаменте у колену када га је грубо гурнуо Пичини из ривалског тима.“ Вајнгартнер (судија) „ставио палац“ на Италијана, наређујући му да више не игра. Три пута је покушао да наговори Пичинија да оде, али је на крају одустао. Пола туцета италијанских играча навалило је на судију, притискајући му руке уз тело и држећи му руке преко уста. Утакмица је формално завршена док је Пичини још увек био у постави.